# James W. Nye

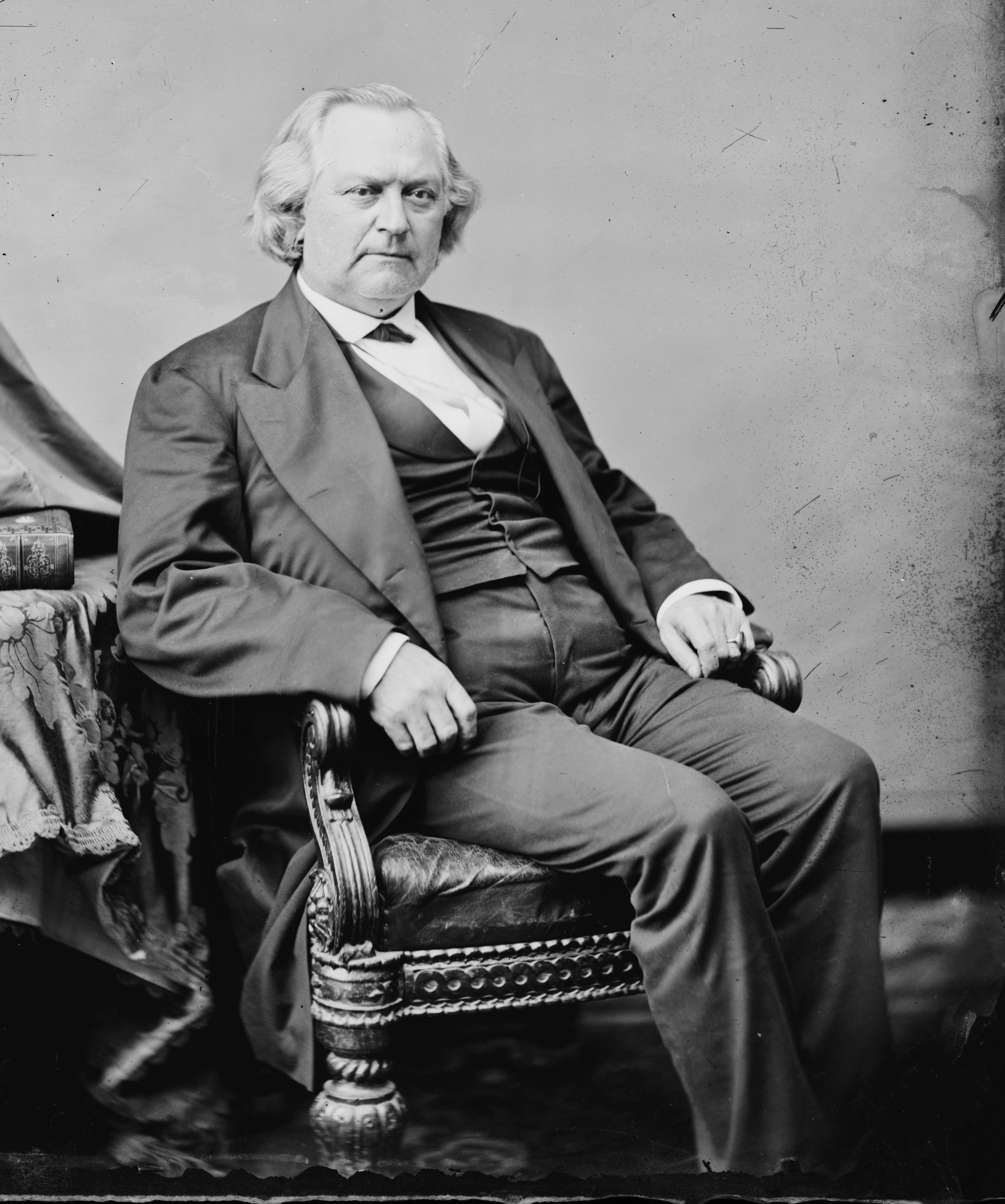
James Warren Nye

James Warren Nye (* 10. Juni 1815 in DeRuyter, Madison County, New York; † 25. Dezember 1876 in White Plains, New York) war ein US-amerikanischer Politiker.

## Biografie

### Frühes Leben
Nach dem Besuch der Schule absolvierte Nye die Homer Academy in Homer und machte an einer privaten Schule in Troy seinen Abschluss in Rechtswissenschaften. Er praktizierte daraufhin im Madison County, dessen Bezirksstaatsanwalt er 1839 wurde. 1840 erfolgte Nyes Ernennung zum Bezirksrichter des Countys, ein Amt, das er bis 1848 ausübte. Bereits 1846 kandidierte Nye für New York als Parteimitglied der Free Soil Party für einen Sitz im US-Repräsentantenhaus, allerdings erfolglos.
1857 wurde Jim Nye zum Ersten Präsidenten des Metropolitan Board of Police von New York City gewählt und amtierte bis 1860.

### Politische Karriere

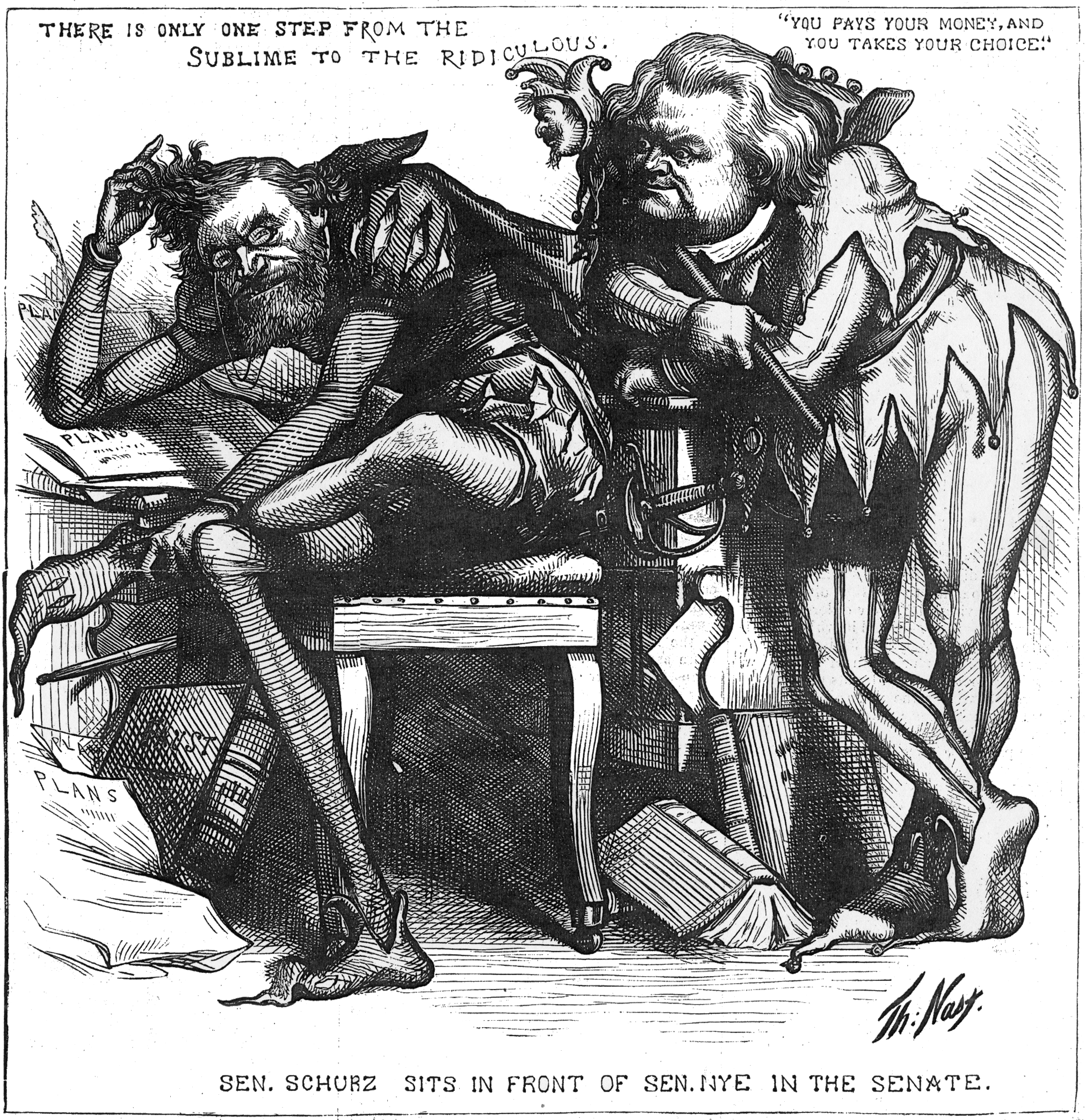
Carl Schurz und sein Senatsnachbar James Nye, politischer Cartoon aus Harper’s Weekly

1861 wurde Nye von Abraham Lincoln zum republikanischen Gouverneur des neu gegründeten Nevada-Territoriums bestimmt, ein Amt, das einen Umzug mit sich brachte. Als drei Jahre später, 1864, Nevada US-Bundesstaat wurde, ernannte man Nye zu einem der ersten beiden US-Senatoren. James Nye amtierte vom 1. Februar 1865 bis zum 3. März 1873. In seiner Amtszeit saß Nye in verschiedenen Ausschüssen. Er war von 1865 bis 1867 Vorsitzender des Ausschusses für Gesetzesbeschlüsse, von 1867 bis 1869 Mitglied des Ausschusses zur Schadensregulierung infolge des Sezessionskrieges und von 1869 bis 1871 war er Mitglied des Ausschusses für Territorien.

### Privates
James Warren Nye heiratete am 21. Februar 1839 Elsie Ann Benson. Mit ihr bekam er zwei Kinder, Tochter Mary und Sohn Charles. Drei Jahre nach seinem Ausscheiden aus dem Senat starb James Warren Nye im Alter von 61 Jahren.

## Sonstiges
Nach James Warren Nye wurde eines der Countys in Nevada, Nye County, benannt. Es ist das größte County von Nevada und das drittgrößte der USA.